# Лихтенштейн на летних Олимпийских играх 2000
Лихтенштейн принимал участие в Летних Олимпийских играх 2000 года в Сиднее (Австралия), но не завоевал ни одной медали. Как и 4 года назад на играх в Атланте страну представляли 2 спортсмена. Вновь Лихтенштейн был представлен в женском дзюдо, а также в соревнованиях по стрельбе.

## Состав олимпийской сборной Лихтенштейна

### Дзюдо
Спортсменов — 1
Соревнования по дзюдо проводились по системе на выбывание. В утешительные раунды попадали спортсмены, проигравшие полуфиналистам турнира. Два спортсмена, одержавших победу в утешительном раунде, в поединке за бронзу сражались с проигравшими в полуфинале.
Женщины
| Спортсмен      | Категория | 1/16               | 1/8                                  | Четвертьфиналы     | Полуфиналы         | Первый доп. раунд  | Утешительный четвертьфинал | Утешительный полуфинал | За 3 место Финал   | Место |
| Спортсмен      | Категория | Соперник Результат | Соперник Результат                   | Соперник Результат | Соперник Результат | Соперник Результат | Соперник Результат         | Соперник Результат     | Соперник Результат | Место |
| -------------- | --------- | ------------------ | ------------------------------------ | ------------------ | ------------------ | ------------------ | -------------------------- | ---------------------- | ------------------ | ----- |
| Ульрика Кайзер | до 52 кг  |                    | Лурембам Деви (IND) пор. 0000 — 1000 | Не прошла          | Не прошла          | Не прошла          | Не прошла                  | Не прошла              | Не прошла          | 15    |